# YW 531
YW 531 (Type 63, K63, M1967) – chiński transporter opancerzony.
YW 531 został skonstruowany na początku lat 60. YW 531 był konstruowany od podstaw i – w odróżnieniu od wielu innych chińskich wzorów uzbrojenia – nie jest kopią konstrukcji zagranicznej. Wprowadzenie do produkcji projektowanego od podstaw pojazdu sprawiło chińskiemu przemysłowi sporo trudności. Pomimo że pierwsze pojazdy powstały w połowie lat 60., regularne dostawy pojazdów YW 531 rozpoczęły się na początku lat 70.
YW 531 jest pojazdem przystosowanym do masowej produkcji. Jego konstrukcja jest maksymalnie uproszczona. YW 531 posiada tylko podstawowe wyposażenie elektroniczne, nie wyposażono go w system ochrony przed bronią masowego rażenia. 
W latach 70. YW 531 stał się podstawowym transporterem opancerzonym armii chińskiej. Jego wersja eksportowa YW 531C znalazła się na uzbrojeniu kilku armii azjatyckich i afrykańskich.
YW 531 były używane bojowo podczas wojny wietnamskiej (przez armią północnowietnamską), chińsko-wietnamskiej (przez obie strony), iracko-irańskiej oraz obu wojen w Zatoce Perskiej (przez armię iracką).
Obecnie YW 531 nie jest już produkowany, ale nadal znajduje się na uzbrojeniu armii chińskiej.

## Wersje
- YW 531 (Type 63) - pierwsza wersja produkowana w niewielkich ilościach od 1963 roku. Uzbrojona w karabin maszynowy 7,62 mm.
- YW 531 (Type 63A) - wersja seryjna produkowana od 1968 roku. Uzbrojona w wkm kalibru 12,7 mm.
- YW 531C - wersja eksportowa napędzana silnikiem wysokoprężnym Deutz BF8L413F.
- YW 531D/E - wóz dowodzenia kompanii/batalionu. YW 531C wyposażony w dodatkowa radiostację.
- YW 701 - wóz dowodzenia wyposażony w 5 radiostacji i generator prądotwórczy. Oparty na konstrukcji YW 531, używany przez armię chińską.
- YW 701A - wóz dowodzenia wyposażony w 5 radiostacji i generator prądotwórczy. Oparty na konstrukcji YW 531C, wersja eksportowa YW 701.
- YW 721 - wóz łączności
- YW 750 - opancerzony ambulans oparty na konstrukcji YW 701C (wersja eksportowa)
- YW 381 - samobieżny moździerz kalibru 120 mm
- YW 304 - samobieżny moździerz kalibru 82 mm
- YW 531H - wersja o wydłużonym kadłubie, posiadająca pięć par kół jezdnych.
- WZ302 (Type 70) - samobieżna haubica 122 mm.
- WZ303 (Type 70) - samobieżna 19-prowadnicowa wyrzutnia artyleryjskich pocisków rakietowych kalibru 130 mm.